# Lycaena magnipuncta
Lycaena magnipuncta är en fjärilsart som beskrevs av Tutt 1906. Lycaena magnipuncta ingår i släktet Lycaena och familjen juvelvingar. Inga underarter finns listade i Catalogue of Life.